# マリク・シャー2世
マリク・シャー2世（ペルシア語：أبو الفتح ملكشاه Abū al-Fatḥ Malik Shāh、أبو الفتح ملكشاه بن بركيارق بن ملكشاه  Abū al-Fatḥ Malik Shāh b. Barkiyāruq b. Malik Shāh b. Alp Arslān、? - 1105年）は、セルジューク朝の第6代スルターン（在位：1104年12月 - 1105年）。

## 生涯
父は第5代スルターンのバルキヤールク。1104年12月に父が死去したため跡を継ぐが、翌年に早世した。叔父のムハンマド・タパルが跡を継いだ。